# Horný Kalník
Horný Kalník este o comună slovacă, aflată în districtul Martin din regiunea Žilina. Localitatea se află la altitudinea de 445 m deasupra n.m., se întinde pe o suprafață de 2,06 km2 și în 2017 număra 182 de locuitori. Se învecinează cu comuna Dolný Kalník.

## Istoric
Localitatea Horný Kalník este atestată documentar din 1225.

## Demografie
| An:                | 1994 | 2004 | 2014    | 2024    |
| ------------------ | ---- | ---- | ------- | ------- |
| Număr de persoane: | 120  | 156  | 176     | 197     |
| Diferență:         |      | +30% | +12,82% | +11,93% |

| An:                | 2023 | 2024   |
| ------------------ | ---- | ------ |
| Număr de persoane: | 190  | 197    |
| Diferență:         |      | +3,68% |